# هریت متکالف
هریت متکالف (انگلیسی: Harriet Metcalf؛ زادهٔ ۲۵ مارس ۱۹۵۸) قایقران روئینگ اهل ایالات متحده آمریکا است.